# Иноки, Антонио
Кандзи Ино́ки (яп. 猪木寛至; 20 февраля 1943, Иокогама, Канагава, Японская империя — 1 октября 2022, Минато, Токио, Япония) — японский рестлер, промоутер рестлинга, боец смешанных единоборств, предприниматель и политик. Наиболее известен под именем Анто́нио Ино́ки (яп. アントニオ猪木), в честь своего коллеги по рестлингу Антонино Рокки. Иноки — двенадцатикратный чемпион мира по рестлингу, в частности, он был первым чемпионом IWGP в тяжёлом весе и первым японским чемпионом WWF в тяжелом весе, что не было официально признано WWE.
Иноки начал свою карьеру рестлера в 1960-х годах в Japanese Wrestling Association (JWA) под руководством Рикидодзана. Иноки быстро стал одной из самых популярных звёзд в истории японского реслинга. Благодаря своей карьере в рестлинге он стал одним из самых узнаваемых спортсменов Японии, а его репутацию укрепил матч 1976 года против чемпиона мира по боксу Мухаммеда Али — бой, который послужил предшественником современных смешанных единоборств. В 1995 году вместе с Риком Флэром Иноки стал хедлайнером двух шоу в Северной Корее, которые собрали 150 000 и 190 000 зрителей, что стало самым высоким показателем в истории рестлинга. Иноки провёл свой последний матч 4 апреля 1998 года против Дона Фрая и был введен в Зал славы WWE в 2010 году.
Иноки начал свою карьеру промоутера в 1972 году, когда основал New Japan Pro-Wrestling (NJPW). Он оставался владельцем NJPW до 2005 года, когда продал контрольный пакет акций компании Yuke’s, занимающейся видеоиграми. В 2007 году он основал Inoki Genome Federation (IGF). В 2017 году Иноки основал ISM, а в следующем году покинул IGF. Он также является одним из основателей стиля каратэ Кансуи-рю.
В 1989 году, ещё будучи активным рестлером, Иноки занялся политикой, поскольку был избран в Палату советников Японии. Во время своего первого срока в Палате советников Иноки успешно провёл переговоры с Саддамом Хусейном об освобождении японских заложников перед началом войны в Персидском заливе. Его первый срок пребывания в Палате советников закончился в 1995 году, но он был переизбран в 2013 году. В 2019 году Иноки отошёл от политики.

## Ранняя жизнь
Иноки родился в обеспеченной семье в Иокогаме в 1943 году. Он был шестым сыном и вторым по младшинству из семи мальчиков и четырёх девочек. Его отец, Садзиро Иноки, бизнесмен и политик, умер, когда Кандзи было пять лет. Иноки поступил в школу Хигасидай. В шестом классе старший брат обучал Иноки карате. К тому времени, когда он учился в седьмом классе младшей средней школы Тэрао, его рост составлял 180 см, и он вступил в баскетбольную команду. Позже он бросил занятия и присоединился к клубу лёгкой атлетики в качестве толкателя ядра. В итоге он выиграл чемпионат на соревнованиях по лёгкой атлетике среди младших классов средней школы Иокогамы.
В послевоенные годы семья переживала тяжёлые времена, и в 1957 году 14-летний Иноки эмигрировал в Бразилию вместе со своим дедом, матерью и братьями. Его дед умер во время путешествия в Бразилию. Иноки выиграл региональные чемпионаты Бразилии в толкании ядра, метании диска и копья и, наконец, всебразильский чемпионат в толкании ядра и диска.

## Карьера в рестлинге

### Ранняя карьера (1960—1971)
Иноки познакомился с Рикидодзаном в возрасте 17 лет и вернулся в Японию в качестве его ученика в Japanese Wrestling Association (JWA). Он тренировался в додзё JWA у знаменитого Карла Готча, дополняя своё обучение у борца Исао Иосивары и дзюдоиста Киётака Оцубо. Одним из его одноклассников по додзё был Гигант Баба. После убийства Рикидозана Иноки работал в тени Бабы, пока тот не уехал на гастроли в США в 1964 году.
После долгого пребывания в США Иноки нашёл новый дом в Tokyo Pro Wrestling в 1966 году. Там Иноки стал самой большой звездой. Компания распалась в 1967 году из-за беспорядков за кулисами.
Вернувшись в JWA в конце 1967 года, Иноки стал партнёром Бабы, и эти двое доминировали в командном дивизионе под названием «B-I Cannon» и четыре раза стали международными командными чемпионами NWA.

### New Japan Pro-Wrestling (1972—2005)

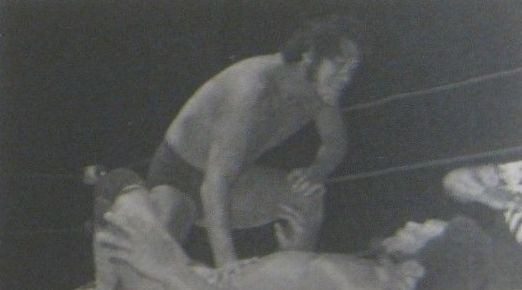
Антонио Иноки борется с Эрни Лэддом в июне 1975 года

Уволенный из JWA в конце 1971 года за планирование захвата промоушена, Иноки основал New Japan Pro-Wrestling (NJPW) в 1972 году. Его первый матч в качестве рестлера NJPW был против Карла Готча. В 1975 году он встретился с Лу Тесзом, где Иноки получил жестокий греко-римский бросок в течение первых секунд матча.
В 1976 году Иноки сразился с пакистанцем Акрамом Пахалваном в матче по специальным правилам. Матч, очевидно, превратился в драку: несговорчивый Акрам укусил Иноки за руку, а Иноки в ответ ударил его в глаз. В конце концов Иноки выиграл поединок болевым приёмом, повредив руку Пахалвана после того, как тот отказался сдаться. По словам рефери Такахаси, этот финиш не был записан в сценарии и был разыгран по-настоящему, после того как первоначальный ход матча разладился.
8 декабря 1977 года Иноки участвовал в матче против бывшего силача, ставшего рестлером, Антонио Баричиевича, более известного как Великий Антонио. Баричиевич необъяснимым образом начал не реагировать на атаки Иноки, а затем жёстко блокировать его; в ответ Иноки начал бить Баричиевича, сбивать его с ног ударами ладоней и ногами, а затем многократно топтать его голову, пока он лежал на ковре, после чего матч был остановлен.
30 ноября 1979 года Иноки победил чемпиона WWF в тяжелом весе Боба Бэклунда в Токусиме, Япония, и завоевал чемпионский титул. Затем Бэклунд выиграл матч-реванш 6 декабря. Однако президент WWF Хисаши Синма объявил повторный матч несостоявшимся из-за вмешательства Тигра Джит Сингха, и Иноки остался чемпионом. В тот же день Иноки отказался от титула, и он был объявлен вакантным. Позже Бэклунд победил Бобби Данкама в матче «Техасская смерть» и вернул себе титул 12 декабря. Чемпионство Иноки не признано WWE в истории титулов WWF/WWE, а первое чемпионство Бэклунда считается непрерывным с 1978 по 1983 год.
В 1995 году правительства Японии и Северной Кореи объединились для проведения двухдневного фестиваля рестлинга за мир в Пхеньяне. На «Стадионе Первого мая» собралось 150 000 и 190 000 болельщиков соответственно. В главном событии состоялся единственный матч между Иноки и Риком Флэром, в котором победил Иноки. За несколько дней до этого события Иноки и представители корейской прессы посетили могилу и место рождения Рикидодзана и почтили его память.

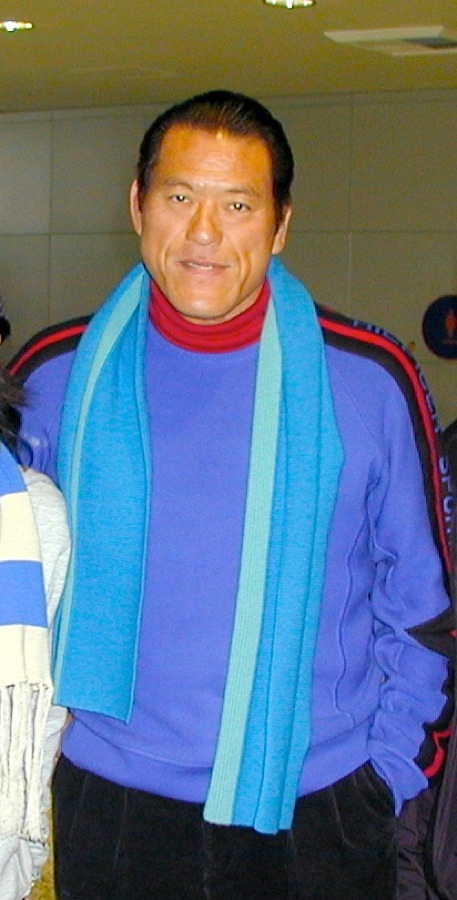
Иноки в 2002 году

Отказ Иноки от участия в матчах по рестлингу произошел после проведения серии Final Countdown в период с 1994 по 1998 год. Это была специальная серия, в которой Иноки повторил некоторые из своих матчей по смешанным единоборствам по правилам рестлинга, а также реванши некоторых из своих самых известных матчей по рестлингу. В рамках тура Final Countdown Иноки совершил выступление в World Championship Wrestling, победив телевизионного чемпиона мира WCW Стивена Ригала в матче без титула на кону на Clash of the Champions XXVIII. Иноки встретился с Доном Фраем в последнем матче своей карьеры рестлера.
В 2005 году японская компания Yuke’s приобрела контрольный пакет акций NJPW Иноки в размере 51,5 %.

### После NJPW (2005—2019)
Два года спустя, в 2007 году, Иноки основал новый промоушен под названием Inoki Genome Federation. 1 февраля 2010 года World Wrestling Entertainment (WWE) объявила на своём японском сайте, что Иноки будет введен в Зал славы WWE 2010 года.
В 2017 году Иноки создал новую компанию, ISM. ISM провела своё первое мероприятие 24 июня. 23 марта 2018 года Иноки покинул IGF.
В октябре 2019 года, после ухода из политики в июне, Иноки выступил организатором независимого мероприятия Zero1 в храме Ясукуни, который вызывает споры из-за своей деятельности во время Второй мировой войны.

## Смешанные боевые искусства

#### Бой с Мухаммедом Али

Афиша боя

6 июня 1976 года Иноки участвовал в выставочном поединке на арене «Ниппон Будокан» в Токио против чемпиона мира по боксу Мухаммеда Али. В США не было телевизионной трансляции, и поклонникам приходилось ездить на арены, стадионы и в театры, где проходили показы. На Shea Stadium в Нью-Йорке на просмотр трансляции собралось более 30 000 человек. Али вышел на ринг как боксёр, в стандартных трусах и перчатках. Иноки был одет как рестлер, в обтягивающие черные плавки и с голыми руками. Когда прозвенел гонг, Иноки быстро упал на ковер и лёжа начал бить по ногам Али. Али танцевал вокруг ринга в поисках возможности нанести удар, но не находил её. Бой продолжался таким образом в течение 15 раундов. За матч Али смог нанести только два левых джеба. «Я бы не стал проводить этот бой, если бы знал, что он собирается это сделать», — говорил Али. Судьи засчитали почетную ничью, а зрители забросали ринг мусором. Рефери матча Джин Лебелл считал, что Иноки выиграл бы поединок, если бы его не оштрафовали на одно очко за удар в пах Али. Ноги Али сильно пострадали во время поединка, так как он принял более 100 ударов от Иноки, что вызвало тромбоз и угрозу ампутации.
Поскольку в поединке участвовал рестлер, естественным вопросом было, не был ли он постановочным. По одной из версий, матч был спланирован, но нет объяснения, почему не было организовано более зрелищное выступление. По другой версии, Али приехал в ожидании спланированного матча, но обнаружил, что Иноки решил драться по-настоящему. По третьей версии, Али сказали, что он должен был проиграть бой из-за огромной популярности Иноки в Японии. Али мог отказаться, превратив постановочный бой в настоящий.
После смерти Али газета «Нью-Йорк Таймс» объявила этот бой наименее памятным в его карьеры. Большинство комментаторов того времени негативно относились к этому бою и надеялись, что он будет забыт, так как некоторые считали его «15-раундовым фарсом». Сегодня некоторые считают его одним из самых влиятельных боев Али, а CBS Sports заявила, что внимание, которое привлек поединок смешанного стиля, «предвосхитило появление смешанных боевых искусств много лет спустя». После боя Али и Иноки стали друзьями.

## Личная жизнь
Иноки был женат на актрисе Мицуко Байсё с 1971 по 1987 год, и у них родилась дочь Хироко. В 2014 году Иноки взял под опеку Харуна Абида, племянника своего пакистанского соперника Зубайра Джара Пахалвана. Иноки управлял тематическим рестораном в стиле рестлинга в Синдзюку, Токио, под названием Antonio’s Inoki Sakaba Shinjuku. Четвёртая жена Иноки, Тадзуко Тада, умерла 27 августа 2019 года. В 2021 году стало известно, что проблемы с позвоночником приковали Иноки к инвалидному креслу.
Иноки принял шиитский ислам в 1990 году во время паломничества в Кербелу, священный для шиитов город в Ираке. В Ираке он вел переговоры об освобождении нескольких японских заложников. Находясь в Ираке, Иноки получил исламский псевдоним Мухаммад Хусейн, но позже, как сообщается, назвал себя одновременно обращенным мусульманином и буддистом. В 2014 году Иноки сказал, что он «обычно является буддистом».

## Смерть
Скончался 1 октября 2022 года от системного транстиретинового амилоидоза.